# Tinamú canyella
El tinamú canyella (Crypturellus cinnamomeus) és una espècie d'ocell de la família dels tinàmids (Tinamidae) que viu en zones boscoses i àrees denses de matolls i arbusts, del sud de Mèxic i Amèrica Central.
Recentment les poblacions properes a la costa del Pacífic mexicà van estar separades en una espècie pròpia: si bé posteriorment va ser considerada una subespècie.
- Tinamú de San Blas[4] (Crypturellus occidentalis) (Salvadori, 1895)